# Cornuticellina matthewsi
Cornuticellina matthewsi is een mosdiertjessoort uit de familie van de Catenicellidae. De wetenschappelijke naam van de soort is voor het eerst geldig gepubliceerd in 1922 door Bale.